# Bigla (Delcsevo)
Bigla (macedónul: Бигла) település Észak-Macedóniában, a Keleti körzetben, Delcsevo községben.

## Népesség
| Lakosok száma | 754  | 844  | 731  | 677  | 451  | 330  | 343  | 274  | 159  |
|               | 1948 | 1953 | 1961 | 1971 | 1981 | 1991 | 1994 | 2002 | 2021 |

2002-ben 274 lakosa volt, akik közül 272 macedón és 2 szerb.